# Nové Sady (Moravia meridionale)
Nové Sady (in tedesco Nebstich) è un comune della Repubblica Ceca facente parte del distretto di Vyškov, in Moravia Meridionale.